# Leptopterna
Genre
Leptopterna est un genre d'insectes du sous-ordre des hétéroptères (punaises), de la famille des Miridae.

## Espèces rencontrées en Europe
- Leptopterna albescens (Reuter 1891)
- Leptopterna dentifer Linnavuori 1970
- Leptopterna dolabrata (Linnaeus 1758)
- Leptopterna emeljanovi Vinokurov 1982
- Leptopterna euxina Vinokurov 1982
- Leptopterna ferrugata (Fallén 1807)
- Leptopterna griesheimae Wagner 1952
- Leptopterna pilosa Reuter 1880